# 王鈺婷
王鈺婷是臺灣女性新聞主播、主持人，現任鏡電視新聞台《1900晚間新聞》、《夜間新聞》主播、氣象主播。曾任年代新聞台記者、壹電視新聞台記者、三立新聞台記者、寰宇新聞台主播。

## 生涯
王鈺婷畢業於國立中正大學傳播系之後踏入媒體業，從廣播電台記者到新聞台主播，培養出「追求真相、客觀報導」的新聞觀。

## 經歷
- KISS RADIO廣播電台記者[1]
- 年代新聞台記者
- 壹電視新聞台記者
- 三立新聞台記者
- 寰宇新聞台主播[2]

## 播報時段
- 《1900晚間新聞》
- 《夜間新聞》

## 外部連結
- 鏡新聞主播—王鈺婷 （页面存档备份，存于）
- 王鈺婷的Facebook專頁
- 王鈺婷的Instagram帳戶